# Maior Afonso de Meneses
Maior Afonso de Meneses (em espanhol: Mayor Alfonso; Montealegre de Campos, c. 1230 - após 1264) foi uma nobre castelhana e senhora de Molina pelo seu segundo casamento com Afonso de Molina, senhor de Molina.
Maior Afonso foi filha de Afonso Teles, 4º senhor  de Menezes  e de Maria Anes de Lima, sendo por isso neta materna de  João Fernandes de Lima, o Bom e de Maria Pais da Ribeira, a Ribeirinha e neta paterna de Elvira Rodrigues Giron e de Afonso Teles de Meneses, 2º senhor de Menezes e 1º senhor de Alburquerque.
Maior Afonso casou-se em primeiras núpcias com Gonçalo Gil de Vilalobos e, por morte deste, casou-se em 1260 com Afonso de Molina, 26 anos mais velho que ela, filho do rei Afonso IX de Leão e de Berengária de Castela, e irmão de Fernando III de Leão e Castela.
Deste casamento nasceram:
- D. Afonso Telo, 7º senhor de Menezes (n. 1262) casou-se com Teresa Alvarez das Astúrias
- Maria de Molina e Mesa, rainha consorte de Leão e Castela pelo seu matrimónio com Sancho IV de Leão e Castela